# Mekongärla
Mekongärla (Motacilla samveasnae) fågelart inom familjen ärlor (Motacillidae). Den beskrevs som ny art så sent som 2001. Fågeln förekommer utmed Mekongfloden i Kambodja, södra Laos och Vietnam. IUCN kategoriserar den som nära hotad.

## Utseende och levnadssätt
Mekongärlan är en svartvit och grå ärla, som mäter 19 centimeter och som utseendemässigt påminner om den afrikanska arten brokärla (M. aguimp) men dess läten är helt olika. Den återfinns i subtropisk eller tropisk miljö på öar med fuktig busk- eller gräsmark och på steniga eller sandiga stränder vid Mekongfloden och dess biflöden.

## Utbredning och systematik
Arten beskrevs först 2001 och häckar i nordöstra Kambodja, södra Laos och södra Annam i Vietnam. Den har också observerats i sydöstra Thailand. Studier av mitokondrie-DNA indikerar att dess närmaste släktingar är japansk ärla (M. grandis), indisk ärla (M. maderaspatensis) och sädesärlekomplexet (M. alba).

## Status och hot
Arten är klassad som nära hotad (NT) av internationella naturvårdsunionen IUCN på grund av biotopförluster. Världspopulationen tros bestå av 10 000–20 000 individer.

## Namn
Fågelns vetenskapliga artnamn hedrar den kambodjanske fältornitologen Sam Veasna (1966-1999).